# Christiane Faure
Pour les articles homonymes, voir Faure.
Christiane Faure, née le 30 août 1908 à Oran (Algérie française), morte le 7 février 1998 à Paris 14e, a été l'instigatrice des politiques culturelles d'éducation populaire au sortir de la Seconde Guerre mondiale en France.
Christiane Faure est la première directrice de l'Éducation populaire au sein du ministère de l'Éducation nationale en 1944. Elle est la sœur de Francine Faure, seconde épouse d'Albert Camus.

## Biographie
Christiane Faure est née le 30 août 1908 à Oran.
Elle obtient la première partie du certificat d’aptitude à l’enseignement secondaire en 1931 à Constantine, et la seconde l'année suivante à l'École normale supérieure de Paris. Elle enseigne ensuite les lettres modernes dans un lycée de jeunes filles à Oran en Algérie. Elle résiste à l'application des lois portant statut des juifs en France, et enseigne clandestinement à son domicile. Cela eut un impact important tant sur sa vie professionnelle que militante et la conduisit à développer l'idée qu'une politique publique quant à la formation culturelle des jeunes devait être mise en place.
En 1944, elle entre dans le cabinet du ministre de l'Éducation du gouvernement provisoire, René Capitant, et de son directeur, Jean Guéhenno. Elle prend la direction de l'Éducation populaire et des mouvements de jeunesse, et recrute les dix-huit premiers instructeurs nationaux d'éducation populaire de ce ministère. À la suite de la fusion de cette direction avec la direction de l'Éducation physique et des activités sportives pour créer une direction générale de la Jeunesse et des sports, elle demande à rentrer en Algérie, où elle prend la direction de l'Éducation populaire non rattachée aux sports. Elle y fût nommée « faisant fonction » d'inspectrice des mouvements de jeunesse et d'éducation populaire. Elle entreprend un projet de création d'un théâtre à Alger avant son retour en métropole en 1960.
À l'invitation de Pierre Moinot, premier directeur de cabinet d'André Malraux, elle revient en métropole en 1960, mais le rattachement de l'éducation populaire au ministère des Affaires culturelles ne se fait pas. Elle travaille à partir de 1967 avec Jean Maheu.
Elle prend sa retraite en 1973, et est faite officier de la Légion d'honneur la même année.
Elle accepte, en 1994, de rencontrer Franck Lepage et de lui faire sa biographie durant une journée.
Décédée le 7 février 1998 à Paris, elle est inhumée au cimetière de Lourmarin.